# Sauherad
Gmina Sauherad (norw. Sauherad kommune) – norweska gmina leżąca w regionie Telemark. Jej siedzibą jest miasto Akkerhaugen.
Sauherad jest 270. norweską gminą pod względem powierzchni.

## Demografia
Według danych z roku 2005 gminę zamieszkuje 4323 osób. Gęstość zaludnienia wynosi 13,67 os./km². Pod względem zaludnienia Sauherad zajmuje 221. miejsce wśród norweskich gmin.
| ludność stan na 1 stycznia 2005 |         |           |       |
|                                 | kobiety | mężczyźni | razem |
| osób                            | 2186    | 2137      | 4323  |
| %                               | 50,57%  | 49,43%    | 100%  |

| wykształcenie stan na 1 października 2004 |        |         |        |        |
|                                           | podst. | średnie | wyższe | niezn. |
| osób                                      | 723    | 2001    | 648    | 73     |
| %                                         | 20,99% | 58,08%  | 18,81% | 2,12%  |

## Edukacja
Według danych z 1 października 2004:
- liczba szkół podstawowych (norw. grunnskolar): 5
- liczba uczniów szkół podst.: 607

## Władze gminy
Według danych na rok 2011 administratorem gminy (norw. rådmann) jest Hans Erik Utne, natomiast burmistrzem (norw. ordfører, d. borgermester) jest Hans Sundsvalen.